# آتیپامزول
آتیپامزول (انگلیسی: Atipamezole) یک آنتاگونیست گیرنده آدرنرژیک α۲ مصنوعی است که برای وارون کردن اثرات آرام بخش و ضد درد دکس‌مدتومیدین و مدتومیدین در سگ‌ها استفاده می‌شود. اثر وارون آن با رقابت با آرام‌بخش برای گیرنده‌های α۲-آدرنرژیک و جابجایی آنها عمل می‌کند. عمدتاً در دامپزشکی استفاده می‌شود، و در حالی که فقط برای سگ‌ها و برای استفاده داخل عضلانی مجوز دارد، از آن به صورت داخل وریدی و همچنین در گربه‌ها و سایر حیوانات استفاده شده‌است. میزان کمی از عوارض جانبی وجود دارد که عمدتاً به دلیل ویژگی بالای آتیپامزول برای گیرنده α۲-آدرنرژیک است.  آتیپامزول شروع بسیار سریعی دارد، معمولاً حیوان را در عرض ۵ تا ۱۰ دقیقه از خواب بیدار می‌کند.